# Inbewaringstelling (psychiatrie)
Een inbewaringstelling of IBS is in Nederland een maatregel waarbij iemand gedwongen in een psychiatrische instelling geplaatst wordt. De maatregel kan alleen door de burgemeester, zonder de patiënt te zien, afgegeven worden. De patiënt wordt dan meteen opgenomen. Binnen 3 dagen na de opname komt de rechter kijken of er een acute reden bestaat om de IBS voor de duur van 3 weken te activeren. Wordt de IBS door de rechter bekrachtigd dan moet de patiënt tot die tijd op onvrijwillige basis worden opgenomen. Als de rechter bepaalt dat er geen acuut gevaar meer is, wordt de IBS niet geactiveerd. Wel heeft de patiënt dan de keuze om vrijwillig opgenomen te worden. Het kan zijn dat de rechter voorwaardelijke uitspraken doet, of uitspraken waar een (voorwaardelijke) datum aan verbonden is. Ook kan de rechter besluiten tot nader onderzoek, opschorting, schorsing, sepot of uitstel.
De rechter ziet en spreekt voor het oordelen over bekrachtiging van de IBS-patiënten, artsen, en psychiaters. Dit gebeurt ook bij RM-beoordelingen en de rechter heeft zodoende een goede expertise.
IBS werd in de 19e eeuw ingesteld in de beide Krankzinnigenwetten. In 1994 werd de IBS geregeld door de Wet bijzondere opnemingen in psychiatrische ziekenhuizen (Wet Bopz). Op 1 januari 2020 is de Wet Bopz vervangen door de Wet verplichte ggz (Wvggz).

## Verloop IBS
Een IBS wordt aangevraagd als mensen in de omgeving aangeven dat de patiënt een gevaar is voor zichzelf of zijn omgeving. De aanvraag kan worden gedaan door ouders, de partner, een huisarts, de crisisdienst of door groepsleiding. Deze aanvraag komt dan bij een psychiater terecht. De psychiater komt dan de patiënt beoordelen en als deze vindt dat de aanvraag terecht is, vraagt deze bij de burgemeester van de gemeente waar de patiënt ingeschreven is, de IBS aan. Als de IBS eenmaal is afgegeven mag de patiënt tegen zijn wil in opgenomen worden, voor een behandeling is dan in principe weer toestemming van de patiënt nodig op basis van de Wet Geneeskundige Behandelovereenkomst (WGBO). In noodsituaties kan dan wel -kortdurend- medicatie toegediend worden. Dit kan ook via een injectienaald gebeuren. Ook mag een patiënt in een isolatieruimte of separeerruimte geplaatst worden en vanuit daar behandeling krijgen als daar noodzaak voor is. De behandeling gaat altijd via een psychiater.
Binnen 3 werkdagen vindt de eerste rechtszitting plaats. Hiervoor krijgt de patiënt een advocaat, waar al minimaal een gesprek mee is geweest voordat de zitting begint. Deze advocaat staat aan de kant van de patiënt en zal zijn mening over de zaak vertegenwoordigen. Bij de zitting zal verder een griffier, een rechter, de dienstdoende psychiater en een groepsleider of sociotherapeut aanwezig zijn. Eventueel kunnen ook ouders (<16 verplicht) of een partner de zitting bijwonen.
Tijdens de zitting komt iedereen aan het woord. De rechter geeft een korte inleiding over wat hij heeft gehoord en gelezen en dan vertelt een voor een iedereen wat hij of zij van deze zaak vindt. De psychiater geeft zijn of haar mening en de patiënt geeft het afsluitende woord. Daarna heeft de rechter tijd om, als dit nodig is, na te denken over zijn uitspraak. De eerste vraag die hij zichzelf stelt is: 'Is het recht goed toegepast?' Als dit een nee is, mag de IBS niet verlengd worden. De tweede vraag is of de patiënt nog steeds een gevaar is, en of deze een vrijwillige opname wil voortzetten. Als de patiënt nog steeds een gevaar is, en hij of zij wil geen vrijwillige opname, wordt de IBS bekrachtigd. Dit is voor -dan- maximaal drie weken.
Na deze drie weken is het mogelijk om nog een verlenging van de IBS aan te vragen, op voorwaarde dat een procedure ter verkrijging van een rechtelijke machtiging is gestart.
De zitting heeft doorgaans plaats in een van de beschikbare kantoor- of vergaderruimte van de medisch voorziening. In tegenstelling tot een rechtszitting in een gerechtsgebouw heeft de zitting een aanmerkelijk minder formeel karakter doch dit doet niets af aan de rechtsgeldigheid van de uitspraak (er kan echter enkel tegen in cassatie worden gegaan). De rechter en griffier zijn niet gekleed in toga maar in alledaagse burgerkledij. De rechter zit samen met de griffier tegenover de patiënt met zijn advocaat. Omdat het niet om een strafzaak gaat is er géén Officier van Justitie. Wel kunnen één of meer vertegenwoordigers van de medische staf (en of familie of naasten) die al dan niet nog steeds om de IBS verzoeken, eender waar gezeteld zijn afhankelijk van de praktische mogelijkheden van de aangewezen zittingsruimte.
Als de psychiater van mening is dat de IBS niet meer nodig is, dan kan deze de IBS er elk moment beëindigen.